# Wildwuchs (Gartenbau)
Wildwuchs bezeichnet im Gartenbau das ungeordnete, vom Menschen nicht beeinflusste Wachstum von Pflanzen. 

## Begriffsbestimmung
Mit Wildwuchs wird das unkontrollierte Wachstum von Pflanzen, wie Brennnesseln, Giersch, Löwenzahn oder Disteln, in Gärten oder in freier Natur bezeichnet. Diese Pflanzen sind mitunter in der Lage, „auf der Baumscheibe zwischen Müll und Granulatresten (zu) wachsen, auf verdichteten Böden, halb verätzt vom Hundeurin“, dort zu blühen und Früchte zu produzieren, deren Samen im kommenden Frühjahr auf dem unwirtlichen Grund erneut keimen.
Vom Begriff Unkraut ist der Wildwuchs abzugrenzen. Als Unkraut bezeichnet man wildwachsende Pflanzen, die im heimischen Garten i. d. R. nicht erwünscht sind. Als Wildgemüse oder Wildkräuter bezeichnet man hingegen wild wachsende, einjährige oder mehrjährige Pflanzen, die essbar sind. 
Es gibt Bestrebungen, den Wildwuchs selten gewordener Pflanzen zu fördern.

## Wildwuchs in der Religion
Die wild wachsenden Kräuter, die als Küchen- und Heilkräuter gesammelt wurden, wurden in Israel als Gabe Gottes angesehen (Ps 104,14 ), ihr Wachstum war vom Regen abhängig. Auch in der Wüste aßen die Israeliten Kräuter, die sie auf dem Weg sammelten. Die bitteren Kräuter, die in der Wüste wachsen und in jungem Stadium als Salat verzehrt werden, symbolisieren in der Passah-Feier das bittere Leben der Vorfahren, die in Ägypten als Sklaven arbeiteten.